# Schickard (cratère)
Schickard est un cratère d'impact sur la face cachée de la Lune. Il se trouve dans le secteur sud-ouest de la Lune, près du limbe lunaire. En conséquence, le cratère apparaît rectangle en raison du raccourcissement. Attaché au bord nord est le petit Lehmann (en), et au nord-est est le Drebbel (en) encore plus petit. Au sud-ouest de Schickard se trouve Wargentin (en), un plateau inondé de lave.
Schickard a un bord usé qui est recouvert à plusieurs endroits par des cratères d'impact plus petits. Le plus important d'entre eux est le Schickard E irrégulier sur le bord sud-est. Le sol de Schickard a été partiellement inondé de lave, ne laissant que la partie sud-ouest découverte et à texture rugueuse.
Le sol de Schickard est marqué d'une bande triangulaire d'albédo plus clair, laissant des tâches relativement plus sombres au nord et au sud-est. Cette caractéristique est plus importante lorsque le Soleil est à un angle relativement élevé. Il y a aussi plusieurs impacts de petits cratères sur le sol, notamment dans le sud-ouest.

## Cratères satellites

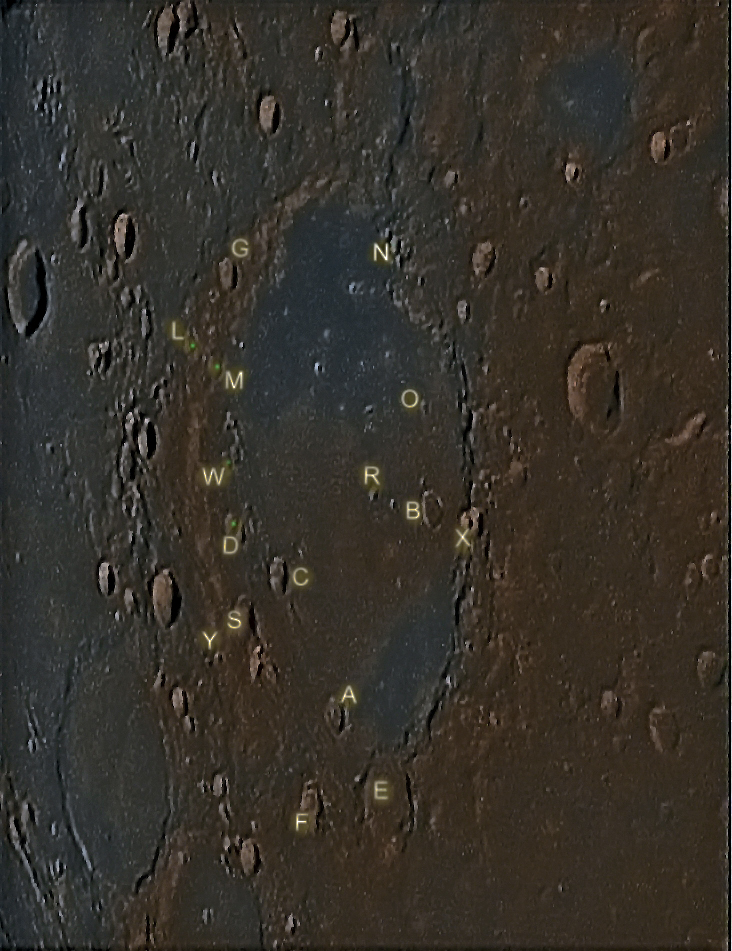
Cratères satellites de Schickard.

Par convention, ces caractéristiques sont identifiées sur les cartes lunaires en plaçant la lettre sur le côté du milieur du cratère qui est le plus proche de Schickard.
| Schickard | Coordonnées    | Diamètre en km |
| --------- | -------------- | -------------- |
| A         | −46,87, −53,71 | 14             |
| B         | −43,74, −52,25 | 14             |
| C         | −45,86, −56    | 13             |
| D         | −45,77, −57,72 | 9              |
| E         | −47,28, −51,67 | 33             |
| F         | −48, −53,86    | 14             |
| G         | −43,04, −58,98 | 12             |
| H         | −43,52, −62,34 | 16             |
| J         | −45,01, −62,44 | 13             |
| K         | −43,86, −63,9  | 14             |
| L         | −44,12, −59,8  | 9              |
| M         | −44,19, −58,98 | 9              |
| N         | −41,3, −54,69  | 7              |
| P         | −42,91, −48,5  | 94             |
| Q         | −42,74, −53,05 | 6              |
| R         | −44,13, −53,82 | 5              |
| S         | −46,66, −56,8  | 16             |
| T         | −44,81, −50,37 | 5              |
| W         | −45,12, −58,19 | 8              |
| X         | −43,55, −51,26 | 8              |
| Y         | −47,44, −57,6  | 5              |